# Кубок Шотландії з футболу 1921—1922
Кубок Шотландії з футболу 1921–1922 — 44-й розіграш кубкового футбольного турніру у Шотландії. Титул вперше здобув Грінок Мортон.

## Третій раунд
| Команда 1             | Рахунок | Команда 2                |
| --------------------- | ------- | ------------------------ |
| 25 лютого 1922        |         |                          |
| Абердин (1)           | 3:0     | Данді (1)                |
| Селтік (1)            | 1:3     | Гамільтон Академікал (1) |
| Гарт оф Мідлотіан (1) | 0:4     | Рейнджерс (1)            |
| Грінок Мортон (1)     | 4:1     | Клайд (1)                |
| Мотервелл (1)         | 1:0     | Аллоа Атлетік (2)        |
| Партік Тісл (1)       | 3:0     | Безгейт (2)              |
| Квін оф зе Саут (-)   | 2:0     | Іст Стерлінгшир (2)      |
| Сент-Міррен (1)       | 3:0     | Ейрдріоніанс (1)         |

## Чвертьфінали
| Команда 1                      | Рахунок | Команда 2                |
| ------------------------------ | ------- | ------------------------ |
| 11 березня 1922                |         |                          |
| Гамільтон Академікал (1)       | 0:0     | Абердин (1)              |
| Мотервелл (1)                  | 1:2     | Грінок Мортон (1)        |
| Квін оф зе Саут (-)            | 0:1     | Партік Тісл (1)          |
| Рейнджерс (1)                  | 1:1     | Сент-Міррен (1)          |
| 14 березня 1922 (перегравання) |         |                          |
| Сент-Міррен (1)                | 0:2     | Рейнджерс (1)            |
| 15 березня 1922 (перегравання) |         |                          |
| Абердин (1)                    | 2:0     | Гамільтон Академікал (1) |

## Півфінали
| Команда 1         | Рахунок | Команда 2       |
| ----------------- | ------- | --------------- |
| 25 березня 1922   |         |                 |
| Рейнджерс (1)     | 2:0     | Партік Тісл (1) |
| 1 квітня 1922     |         |                 |
| Грінок Мортон (1) | 3:1     | Абердин (1)     |

## Фінал
| 15 квітня 1922 15:00 (CET) |

| Грінок Мортон (1) | 1:0 | Рейнджерс (1) |
| ----------------- | --- | ------------- |
| Гурлей 12'        |     |               |

| Селтік Парк, Глазго Глядачів: 70 000 |